# 多哥卉鱂
多哥卉鱂，為輻鰭魚綱鯉齒目鯉齒亞目花鳉科的其中一種，被IUCN列為易危保育類動物，分布於非洲多哥北部的淡水流域，體長可達3公分，屬肉食性，生活習性不明，可做為觀賞魚。

## 擴展閱讀
維基物種上的相關：多哥卉鱂